# Local field potential
Il local field potential (LFP) è una particolare classe di segnali elettrofisiologici, composta in gran parte dalla corrente elettrica prodotta da un gruppo di sinapsi dendritiche in un certo volume di tessuto. Il voltaggio è prodotto dalla somma della corrente sinaptica che scorre attraverso lo spazio extracellulare locale. In questo caso, il termine "potential" si riferisce al potenziale elettrico, o voltaggio, e in particolare a quello registrato con un microelettrodo impiantato nel tessuto neuronale.